# Стронсей (аэропорт)
Аэропорт Стронсей (англ. Stronsay Airport, гэльск. Port-adhair Stronsaigh) — аэропорт, расположенный в 28 км севернее аэропорта Керкуолл на острове Стронсей (одном из Оркнейских островов Шотландии).
У аэропорта есть обычная лицензия CAA номер P540, что позволяет осуществлять учебные рейсы и обычные пассажироперевозки. Лицензия позволяет совершать ночные полёты.